# Syzygium ngoyense
Syzygium ngoyense är en myrtenväxtart som först beskrevs av Rudolf Schlechter, och fick sitt nu gällande namn av André Guillaumin. Syzygium ngoyense ingår i släktet Syzygium och familjen myrtenväxter. Inga underarter finns listade i Catalogue of Life.